# 孫衍 (成化辛丑進士)
孫衍（？—？），字世昌，直隸順天府大興縣匠籍，浙江紹興府餘姚縣人，明朝政治人物。

## 生平
順天鄉試第一百二名舉人，成化十七年（1481年）中式辛丑科會試第二百十九名，三甲第一百五十五名進士。授宿松縣知縣。

## 家族
曾祖孫權；祖父孫日新；父孫義。母張氏；繼母楊氏。